# Emílio Peixe
Emílio Manuel Delgado Peixe (Nazaré, 16 gennaio 1973) è un allenatore di calcio ed ex calciatore portoghese, di ruolo centrocampista.

## Carriera

### Giocatore

#### Club

##### Sporting Lisbona
Nato a Nazaré, inizia a giocare a calcio nei locali del Nazarenos, prima di venire prelevato a 13 anni dalle giovanili dello Sporting Lisbona. Assieme a Luís Figo, Peixe è considerato in quel periodo uno dei maggiori talenti dello Sporting, tanto che nel 1991 vince il Campionato mondiale di calcio Under-20 e gli viene assegnato il Golden Ball, premio che spetta al miglior giocatore della competizione. Il 25 settembre 1991 debutta con la prima squadra dei Leões nella sfida terminata 0-0 contro il Porto. Nel 1995-1996 tenta un'avventura all'estero, al Siviglia, dove ha come allenatore Toni, ma l'esperienza si conclude già in inverno quando il giocatore ritorna a Lisbona, senza però ritrovare la forma di un tempo.

##### Porto e ritiro
Dal 1997 al 2001 disputa cinque stagioni al Porto, dove ritrova una buona condizione fisica e fa incetta di trofei (due campionati, tre coppe e tre supercoppe di Portogallo). Nel giugno 2004 si ritira a 31 anni, dopo essere sceso in campo in poche partite con le maglie di Alverca, Benfica ed União Leiria. È uno dei pochi giocatori ad aver militato in tutte e tre grandi del calcio portoghese (Sporting, Porto e Benfica).

#### Nazionale
Dopo aver conquistato un Mondiale under-20 da protagonista, dal 1991 al 1993 ha collezionato 12 presenze con la nazionale maggiore. Nel 1996 fa parte della spedizione olimpica ad Atlanta. In tale frangente i lusitani si piazzano quarti.

### Allenatore
Attaccati gli scarpini al chiodo, dal 2007 al 2022 ha allenato diverse nazionali giovanili del Portogallo, dall'under-15 all'under-20. Dal 2022 è il commissario tecnico del Kuwait under-23.

## Palmarès

### Giocatore

#### Club
- Campionato portoghese: 2

Porto: 1997-1998, 1998-1999
- Coppa del Portogallo: 4

Sporting: 1994-1995 Porto: 1997-1998, 1999-2000, 2000-2001
- Supercoppa di Portogallo: 3

Porto: 1998, 1999, 2001

#### Nazionale
- Campionato mondiale Under-20: 1

Portogallo 1991

#### Individuale
- Pallone d'oro del campionato del mondo Under-20 : 1

Portogallo 1991